# Eset
 (juin 2017).
Si vous disposez d'ouvrages ou d'articles de référence ou si vous connaissez des sites web de qualité traitant du thème abordé ici, merci de compléter l'article en donnant les références utiles à sa vérifiabilité et en les liant à la section « Notes et références ».
ESET est une entreprise technologique basée à Bratislava, en Slovaquie, née en 1992 de la fusion de deux sociétés privées. La société a des bureaux régionaux à San Diego, Californie ; Wexford, Irlande ; Londres, Royaume-Uni ; Buenos Aires, Argentine ; Prague, République tchèque, Cracovie, Pologne; Singapour[réf. nécessaire].

## Histoire de la société
Les débuts d'ESET remontent à 1987, quand deux jeunes développeurs enthousiastes, Peter Paško et Miroslav Trnka, découvrent l'un des premiers virus informatiques. Ils le nomment « Vienna » et écrivent un programme  pour le détecter. Plusieurs découvertes de virus suivirent rapidement, ce qui suscita l'idée de créer un logiciel universel de détection capable de contrer ces menaces encore méconnues. En 1992, tous deux avec leur ami commun Rudolf Hrubý, ils officialisent la création d'ESET en tant que société.
Ce qui a commencé comme une idée originale de quelques amis a rapidement évolué en un programme antivirus considéré comme l'un des plus rapides et plus efficaces dans le monde. Conçu pour la légèreté et la stabilité, il accomplit la vision des fondateurs de mettre la technologie de pointe à la portée de l'utilisateur.
Actuellement, ESET est une société privée ayant plus de 1 500 employés à travers le monde. Le siège est basé à Bratislava, Slovaquie, ESET a ouvert des bureaux à San Diego, États-Unis ; Wexford, Irlande ; Londres, Royaume-Uni ; Buenos Aires, Argentine ; Prague, République Tchèque ; Singapour et Kraków, Pologne.

## Reconnaissance et prix
ESET Endpoint Security a été classé Cinq étoiles par SC Magazine, et a remporté le prix du Meilleur logiciel antivirus de 2013 par Maximum PC (en). Il a également reçu le sceau Parent Tested Parent Approved de PTPA Media,.
En 2009, CNET a attribué à ESET Smart Security 4 le CNET Editor's Choice Award dans la catégorie suite de sécurité Internet. Les évaluateurs ont déclaré que ESET Smart Security est étonnamment léger, consommant environ 50 Mo de RAM en fonctionnement et ont conclu que pour obtenir tous vos outils de sécurité dans une seule boîte, Smart Security est un choix efficace et bien respecté. " .
Fin 2013, Maximum PC a attribué à ESET Smart Security 6 une note de 9/10 et a été épaté par les améliorations apportées à la version 6. Les critiques n'ont pas été impressionnées par l'interface utilisateur, déclarant que " l'interface d'ESET n'a rien de flashy. Elle n'a pas été modernisée pour Windows 8 ou les écrans tactiles", bien qu'ils aient conclu : "Nous avons critiqué le programme l'année dernière pour avoir laissé passer quelques mauvais contenus, un faux pas rare pour un programme qui a remporté une douzaine de prix VB100 consécutifs de Virus Bulletin au cours des deux dernières années. Il s'est bien mieux comporté dans nos tests cette fois-ci.".
En 2014, Eset a reçu le Péter Szőr (en) Award pour la meilleure pièce de recherche technique de sécurité publiée, par Virus Bulletin (en).
Les produits ESET sont testés et certifiés par de multiples Organisations professionnelles,,. ESET a reçu 100 récompenses VB100 consécutives de la part de Virus Bulletin.
ESET a également été l'une des premières entreprises de sécurité à signaler le fonctionnement interne et les techniques de piratage du groupe de pirates Sednit. Considéré comme responsable de la 2016 DNC hack, plus connu sous le nom de Fancy Bear. Une série de techniques très détaillée et une analyse complète des outils de piratage utilisés ont été publiées dans une série de PDF sur leur site Web Cyber Security log.
Le 2 juillet 2018, ESET a rejoint le Cybersecurity Tech Accord, un engagement public entre plus de quarante entreprises mondiales pour protéger la Cybersécurité des utilisateurs finaux.
En septembre 2019, les chercheurs d'ESET ont découvert une porte dérobée liée à un logiciel malveillant utilisé par le groupe Stealth Falcon, opérateur d'attaques ciblées de logiciels espions contre des journalistes, des militants et des dissidents au Moyen-Orient.
En avril 2021, ESET découvre une attaque du journal anglais Middle East Eye réalisé par l'entreprise israélienne Candiru.